# Rodrigo Rato
Pour les articles homonymes, voir Rato.
Rodrigo de Rato y Figaredo, né le 18 mars 1949 à Madrid, est un homme d'affaires et homme politique espagnol, membre du Parti populaire (PP).
Il est notamment ministre de l’Économie sous le gouvernement de José Maria Aznar entre 1996 et 2004, et directeur général du Fonds monétaire international entre 2004 et 2007.
Il est condamné en 2018 à quatre ans et demi de prison pour détournement de fonds dans le cadre de l'affaire Bankia, banque qu'il a dirigé de 2010 à 2012. Il est également mis en cause dans d'autres affaires de corruption.

## Biographie

### Formation
Rodrigo Rato naît le 18 mars 1949 dans une riche famille des Asturies. Après avoir étudié chez les jésuites et commencé des études supérieures à la faculté de sciences économiques de l'université Pontificia de Comillas, il obtient une licence en droit de l'université complutense de Madrid en 1971, puis un master en administration des entreprises trois ans plus tard, à Berkeley.
En 2003, il décroche son doctorat d'économie à l'université Complutense.

### Débuts en politique
En 1979, il adhère à l'Alliance populaire (AP) et se présente aux élections législatives du 1er mars dans la province de Cadix, sans toutefois être élu. Nommé au comité exécutif de l'AP l'année suivante, il est finalement élu député pour Cadix aux législatives de 1982, puis devient secrétaire général du groupe parlementaire conservateur.
Lors des élections de 1989, il se présente dans la communauté de Madrid, dont il est élu député sous les couleurs du Parti populaire (PP).

### Bras droit d'Aznar
Cette même année, il soutient, avec Federico Trillo ou Juan José Lucas, la désignation de José María Aznar comme candidat à la présidence du gouvernement dans le cadre des législatives, puis devient son bras droit pour les sept années d'opposition suivantes du PP au Parti socialiste ouvrier espagnol.

### Ministre de l'Économie
Le 6 mai 1996, à la suite de la victoire des conservateurs aux législatives de mars, Rodrigo Rato est nommé second vice-président du gouvernement et ministre de l'Économie et des finances dans le premier cabinet Aznar. Réélu aux élections de 2000, il devient second vice-président chargé des Affaires économiques et ministre de l'Économie.
Comme ministre, il privatise les entreprises de communication Telefónica et d’énergie Endesa et Repsol, et légifére en faveur du secteur bancaire. Il est considéré comme le principal responsable de l'amélioration de l'économie espagnole constatée au cours des huit années de pouvoir du Parti populaire. Pour beaucoup, sa gestion économique est considérée comme l'une des importantes de l'histoire de l'Espagne, tandis que d'autres soutiennent que l'importance croissance économique était due à la formation d'une bulle immobilière.
En sa qualité de ministre, il était également gouverneur, au nom de l'Espagne, auprès du FMI, de la Banque mondiale, de la Banque interaméricaine de développement, de la Banque européenne d'investissement et de la Banque européenne pour la reconstruction et le développement. Responsable des relations économiques et commerciales internationales de l'Espagne, il a assisté, en tant que représentant de l'Union européenne, dont son pays assurait la présidence tournante, à la réunion des ministres des Finances du G8 en 2002 à Ottawa. Il a également participé aux réunions ministérielles de l'Organisation mondiale du commerce à Seattle, Doha et Cancún.

### Successeur potentiel, puis retrait de la vie politique
À la fin de l'année 2003, son nom est cité pour succéder à José María Aznar à la tête du PP et comme candidat à la présidence du gouvernement lors des élections de 2004.
C'est finalement, Mariano Rajoy, premier vice-président du gouvernement et ministre de la Présidence, qui est choisi. Quand celui-ci quitte le gouvernement pour se consacrer à la campagne, Rodrigo Rato est nommé premier vice-président. Réélu au Congrès des députés le 14 mars 2004 alors même que le PP perdait les élections face au PSOE.

### Directeur général du FMI
Après une longue carrière politique, il devient directeur général du Fonds monétaire international (FMI) le 7 juin 2004. À ce poste, il déclare notamment, en 2007, qu'il y a  « un espace pour une dépréciation plus importante du dollar américain », jugeant que l'euro est « proche de son point d'équilibre ».
Le 28 juin de cette même année, il annonce sa démission, effective au 31 octobre.

### Retour en Espagne
Peu après sa démission, le 4 décembre, il intègre le service international de la banque Lazard à Londres avec des responsabilités internationales sur l'Europe et l'Amérique latine.
Début 2008, il devient membre du conseil consultatif international de Banco Santander.
Il a abandonné toutes ses fonctions dans le monde des affaires le 22 décembre 2009 afin de pouvoir intégrer la Caja Madrid, dont il est appelé à devenir président. Dans la foulée, il devient président de Bankia, la société qui regroupe six autres caisses d'épargne espagnoles à partir du début de l'année 2011 et entre en bourse à l'été 2011.
Il est contraint à la démission après avoir conduit à la banqueroute l’établissement qu'il dirigeait, ruinant des milliers de petits épargnants. Il entre ensuite au conseil de Telefónica, le principal groupe de téléphonie espagnol.

### Affaires de corruption
En avril 2015, Rodrigo Rato est mis en examen par la justice espagnole pour « fraude fiscale, blanchiment de capitaux et aliénation de biens ». Il est soupçonné d'avoir profité d'une loi d’amnistie fiscale déclarée en 2012 par le gouvernement de Mariano Rajoy pour blanchir des fonds qu'il se serait appropriés illégalement et qui étaient détenus clandestinement à l'étranger. Il est également accusé d’avoir détourné plus de douze millions d'euros entre 2010 et 2012, alors qu'il était directeur de Bankia, pour des dépenses personnelles. Il est inculpé par la suite pour « escroquerie, faux et usage de faux », soupçonné d'avoir maquillé les comptes de Bankia afin de permettre son entrée en bourse — l’État sera finalement contraint d'injecter dans la banque, en réalité ruinée, 24 milliards d’euros —. Il est exclu du Parti populaire à la suite de la médiatisation de ces affaires. Condamné à quatre ans et demi de prison en février 2017 pour les détournements de fonds opérés à Bankia, il est incarcéré le 25 octobre 2018 à la prison de Soto del Real.
Il est cité dans l'affaire des Panama Papers en avril 2016.
Un autre procès s'ouvre en décembre 2023. Rodrigo Rato est accusé de s'être enrichi illégalement grâce à des pots-de-vin lorsqu'il dirigeait Bankia et d'avoir dissimulé plusieurs millions d'euros à l'administration fiscale espagnole entre 2005 et 2015. Selon le parquet espagnol, il a utilisé pour ce faire plusieurs sociétés basées en Irlande, au Panama et au Royaume-Uni, pour « des activités d'investissement financier à travers une multitude de comptes bancaires ouverts aux Bahamas, en Suisse, au Luxembourg, au Royaume-Uni, en Suisse et à Monaco », entre autres. A la fin du mois de décembre 2024, il est condamné par le tribunal supérieur de justice de Madrid à quatre ans, neuf mois et un jour de prison pour « trois délits fiscaux, un délit de blanchiment d'argent et un délit de corruption ». Il doit également payer plus de deux millions d’euros d’amende et verser 568 413 euros au Trésor public.

### Vie privée
Rodrigo Rato est marié et père de trois enfants.